# Systropha difformis
Systropha difformis är en biart som beskrevs av Smith 1879. Systropha difformis ingår i släktet Systropha och familjen vägbin. Inga underarter finns listade i Catalogue of Life.